# إقلاع معزز بالوقود النفاث

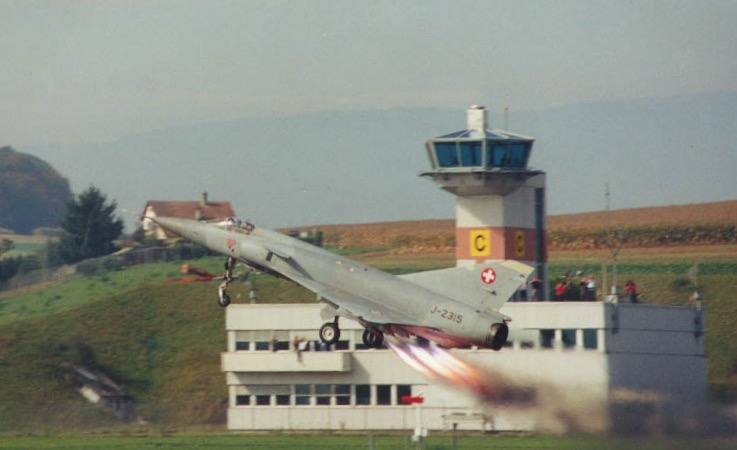
المقاتلة الاعتراضية ميراج الثالثة أثناء إقلاع معزز بالصواريخ

الإقلاع المعزز بالوقود النفاث أو «جاتو» (إنجليزية: Jet-fuel Assisted Take Off) كما يسمى أحيانا الإقلاع المعزز بالصواريخ «راتو» (إنجليزية: Rocket-Assisted Take Off)، هو نظام يساعد الطائرات المحملة بأكثر من قدرتها على الإقلاع بواسطة إضافة صواريخ صغيرة تعطي قوة دفع أكبر.

## التجارب الأولى
بدأت في ألمانيا أولى التجارب لدفع الطائرات الشراعية بواسطة الصواريخ خلال العشرينات، ولكن كان سلاح الجو الملكي هو أول من ادخل نظما عملية للإطلاق المعزز بالوقود النفاث خلال الحرب العالمية الثانية. استخدم البريطانيون صواريخ كبيرة نسبية ذات وقود صلب لإطلاق الطائرات (مثل: الهوكر هوريكين) من على متن بعض السفن التجارية والتي استخدمت لحماية القوافل التجارية من طائرات الاستطلاع الألمانية. بعد الإطلاق، تلقي الطائرة بالصواريخ في المياه حيث تغرق. بعد أداء المهمة كان من المفترض أن يحاول الطيار أن يهرب بطائرته إلى أي أراضي حليفة أو إن لم يستطع يقفز من الطائرة على أمل أن يتم التقاطه بواسطة إحدى السفن الحليفة. تم استخدام هذا النظام 8 مرات فقط خلال الحرب.
استخدم سلاح الجو الألماني هذا النظام لمساعدة بعض القاذفات الصغيرة. كما استخدم في إحدى الطائرات الشراعية العملاقة في عام 1940 خلال الإعداد غزو بريطانيا كما استخدمت في الجبهة الروسية في دفع قاذفات قنابل صغيرة والتي كانت حمولتها تتطلب ممرات طويلة للإقلاع، كان هذا مهما جدا خصوصا مع قرب نهاية الحرب نظرا لقصر ممرات الطائرات المتاحة نتيجة لقصف الحلفاء المستمر للمطارات الألمانية. تكون النظام الألماني من محركات صاروخية تستخدم الهيدروجين بيروكسايد. ثبت باراشوت في مؤخرة المحرك للتقليل من سرعة سقوطه بعد أن تطلقه الطائرة لكي يعاد استخدامه من جديد. كانت معظم التجارب الألمانية في الإطلاق المعزز بالصواريخ تتركز في مساعدة الطائرات الاعتراضية مثل المسرشميت مي 262 لكي تستطيع اللحاق بقاذفات العدو بشكل أسرع.

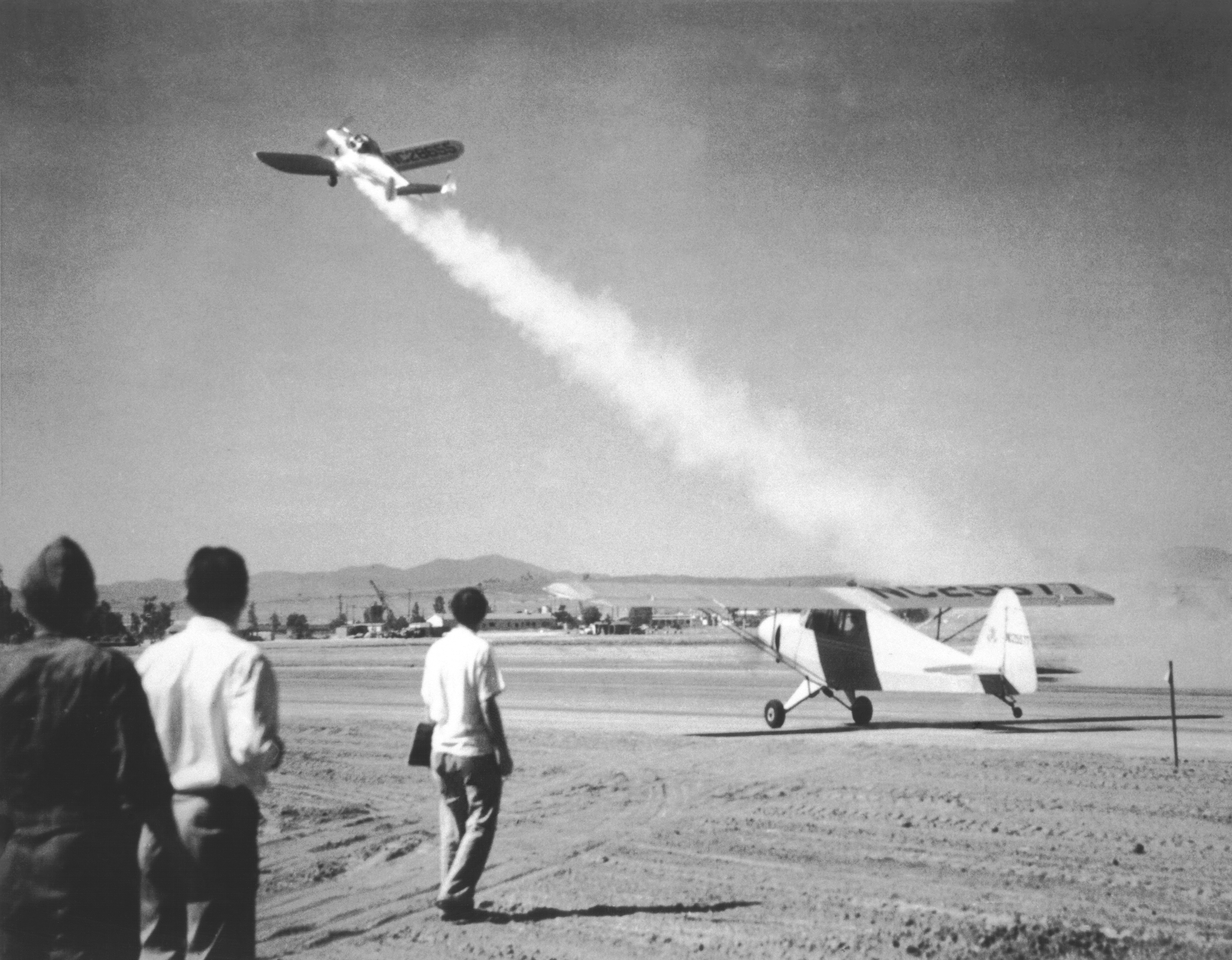
أول طائرة أمريكية تستخدم الإقلاع المعزز بالوقود النفاث

في بدايات 1939، قامت الولايات المتحدة بأول أبحاثها حول الإقلاع المعزز بالصواريخ، وكان هذا أول بحث خاص بالصواريخ تموله الحكومة الأمريكية.

## بعد الحرب العالمية الثانية
بعد الحرب العالمية الثانية، كان استخدام الإطلاق المعزز بالوقود النفاث شائعا، خصوصا أن المحركات النفاثة في ذلك الوقت كانت ضعيفة وذات دفع قليل، فاستخدم النظام لمساعدة الطائرات الثقيلة على الإقلاع. مع تقدم المحركات النفاثة وقدرتها بدأ نظام الإطلاق المعزز بالوقود النفاث يفقد شعبيته. ولكن يظل هذا النظام يستخدم في بعض الأحيان في الطائرات المحلمة بحمولات ثقيلة وتضطر للإقلاع من ممرات قصيرة.
بالتوازي مع هذه التجارب، أطلقت كل من الولايات المتحدة والإتحاد السوفييتي تجارب للإقلاع من نقطة الصفر في أواخر الخمسينات. استخدمت القوات الجوية الأمريكية طائرة إف-84 ثاندرجيت معدلة. واستخدم السوفييت طائرة ميج-19 تقلع من منصة معدلة خصيصا لهذا الغرض. استخدمت أيضا الإف-100 والإف-104 في اختبارات الإقلاع من نقطة الصفر.
حاولت القوات الجوية الأمريكية في أواخر عام 1980 إنقاذ رهائن أمريكيين حجزوا في إيران باستخدام طائرة نقل عسكري سي-130 هيركوليز بالإضافة إلى محركات صواريخ لتتمكن من الإقلاع من مسافة قصيرة جدا والهبوط إيضا في مسافة قصيرة جدا. ألغيت العملية بعد حادثة أثناء الاختبارات حيث انطلقت الصواريخ مبكرا أثناء الهبوط مما أدى بالطائرة إلى الهبوط الاضطراري.

## التسمية
مع أن تسمية «معزز بالوقود النفاث» (جاتو) سليمة إلا أن الأدق هي «معزز بالصواريخ» (راتو). نظرا للمصدر الأمريكي لمصطلح «جاتو» فهو الأكثر انتشارا.

## معرض الصور
| - القاذفة الأمريكية بي-47 بي خلال إطلاق معزز بالصواريخ في 1954. - طائرة النقل العسكري سي-130 هيركوليز تابعة لقوات مشاة البحرية الأمريكية. - طائرة بدون طيار هدفية أثناء الإقلاع المعزز بالصواريخ من على متن سفينة أمريكية. |